# Spartacus Legends
Spartacus Legends è stato un picchiaduro a incontri free-to-play basato sulla serie televisiva Spartacus della Starz. Sviluppato dalla Kung Fu Factory e pubblicato dalla Ubisoft, il gioco, ambientato dopo la seconda stagione, e forse anche dopo la terza, è uscito su PlayStation Network e Xbox Live il 26 giugno 2013. Il 22 dicembre 2015, Spartacus Legends è stato messo fuori produzione.

## Modalità di gioco
Il gioco è diviso nella parte gestionale dove si acquistano i gladiatori, che verranno equipaggiati per gli incontri a cui parteciperanno, e in quella da combattimento, dove si svolge la lotta vera e propria tra gladiatori. Il giocatore interpreta principalmente il ruolo di un lanista, con il suo gladiatore iniziale che dovrà addestrare. Al gladiatore iniziale, ovviamente, dovranno seguirne altri che andranno acquistati ed equipaggiati a dovere. Col progredire della storia, il giocatore affronterà avversari più forti, al fronte di ricompense maggiori. L'obiettivo è diventare più famoso e prestigioso possibile.
Il gioco presenta numerosi stili di lotta, adottabili appena si acquista un gladiatore:
- Spada e scudo: uno stile altamente difensivo con potenza e raggio moderati, si divide in murmillo, thraex e samnita, rispettivamente caratterizzati da scarsa manovrabilità e difesa elevata, dai movimenti rapidi e leggeri e da attributi moderati.
- Doppia spada: dona al suo utente alte velocità, basse difese e potenza e raggio moderati, con qualsiasi tipo di spade.
- Pugnali: lo stile più agile, possiede però un corto raggio, e anche l'attacco e la potenza ne risentono.
- Martello a due mani: grande potenza, medio raggio e bassa difesa e velocità.
- Spada a due mani: una classe a tutto tondo, consente l'uso di qualsiasi tipo di spada di questa categoria.
- Tridente: il raggio più lungo, mentre per tutto il resto ha valori intermedi. Il suo punto più deboli sono gli attacchi ravvicinati.
- Spada e lancia: poco potente, ma dal lungo raggio e dalle difese rapide e notevoli.
- Disarmato: rapido ma poco potente e dal raggio scarso.

Ogni gladiatore, negli incontri, dispone di una barra di salute e una di stamina, che si ricarica col tempo e si prosciuga con le schivate, le parate, i contrattacchi e i blocchi. Portare a proprio vantaggio la dinamica di uno scontro permetterà di aumentare il "favore della folla" nei confronti del giocatore, il quale, in caso di vittoria, potrà effettuare un'esecuzione contro lo sconfitto. Ogni vittoria ricompensa il vincitore con armi, armature o anche solo monete d'argento, una delle due valute del gioco, mentre l'altra è l'Oro, che si acquista con soldi veri o si ottiene tramite eventi speciali. Inoltre, ogni avversario eliminato dona un'abilità, la cui rarità varia a seconda dell'avversario stesso. Tali abilità sono contraddistinte nei colori grigio, verde e blu. Ogni gladiatore può possederne uno solo, e può rimpiazzarne un altro al costo di una certa somma d'oro. Se un gladiatore muore in una lotta, il giocatore ne riprenderà armi e armature, ma non le abilità. Il primo gladiatore morto può però essere riportato in vita gratis, e via via si comincerà a spendere oro per riportare in vita altri gladiatori. Se a morire è un gladiatore leggendario, non sarà riportato in vita, e andrà invece acquistato un'altra volta. I gladiatori sono infatti divisi in comuni, non comuni, rari, epici e leggendari, ovviamente con costi sempre maggiori in monete d'argento e poi anche in monete d'oro.
Il gioco dispone anche di boss, divisi in Primus, che si dividono in sei personaggi famosi della serie (tra cui Enomao, Crisso e Spartaco) e si affrontano in quattro diversi livelli di difficoltà, e i Nemesis, che si dividono in tre (e sono Ashur, Gannico e Agron) e vanno sconfitti in tutti i sei distretti, oltre che a cambiare stile di tanto in tanto.

## Accoglienza
| Testata                          | Versione | Giudizio |
| -------------------------------- | -------- | -------- |
| Metacritic (media al 30-01-2020) | PS3      | 50/100   |
| Metacritic (media al 30-01-2020) | X360     | 45/100   |
| Game Revolution                  | Tutte    | [ 3 ]    |
| Everyeye.it                      | Tutte    | 6/10     |
| Multiplayer.it                   | X360     | 6.5/10   |

Spartacus Legends ha ricevuto un'accoglienza estremamente contrastante. Su Metacritic, il gioco detiene un 50/100 per la versione PlayStation 3 in base alle 6 recensioni, e un 45/100 per quella Xbox 360 in base alle 8 recensioni.
Nicholas Tan di Game Revolution lo ha votato con 3 stelle su 5, apprezzandone le molteplici caratteristiche nel gioco ma criticando la difficoltà e la presenza di alcuni bug e lag che compromettono un'esperienza positiva del gioco, oltre che ad animazioni legnose e a una grafica poco esaltante.